# Simon Weber (Fußballspieler)
Simon „Seppel“ Weber (* 19. Dezember 1919; † unbekannt) war ein deutscher Fußballspieler.

## Sportlicher Werdegang
Weber gehörte dem Karlsruher FV an.
Nach dem Ende des Zweiten Weltkriegs und der Schaffung der Oberliga Süd, neben der Oberliga Südwest und der Stadtliga Berlin eine von drei Oberligen mit Saisonstart 1945/46, war er mit seiner Mannschaft bis zum Ende der Folgesaison in dieser vertreten. In seiner zweiten Oberligasaison bestritt er 21 Punktspiele, in denen er sieben Tore erzielte. In einem Teilnehmerfeld von 20 Mannschaften belegte seine Mannschaft den 19. Platz und stieg in die Gruppe Süd der Landesliga Nordbaden 1947/48 ab und aus dieser in die Bezirksklasse Nordbaden III. Als Nordbadischer Bezirksmeister stieg er mit seinem Verein erstmalig auf – in die neugeschaffene 1. Amateurliga Nordbaden. Als Zweitplatzierter, zwei Punkte hinter dem ASV Feudenheim, der letztendlich in die 2. Oberliga Süd aufstieg, nahm er mit seiner Mannschaft 1951 an der ersten Austragung der Deutschen Amateurmeisterschaft teil. Vom 3. bis 24. Juni wurden in der Vorrunde, im Viertel- und Halbfinale die Mannschaften des FC 08 Villingen, des VfL Sindelfingen und des SSV Troisdorf 05 mit 3:2, 2:0 und 3:1 bezwungen. Das am 30. Juni im Olympiastadion Berlin gegen den ATSV Bremen 1860 vor 70.000 Zuschauern ausgetragene Finale wurde mit 2:3 verloren. Aus der Folgesaison als Nordbadischer Amateurmeister hervorgegangen, war er von 1952 bis 1956 mit seiner Mannschaft in der 2. Oberliga Süd vertreten.

## Erfolge
- Nordbadischer Amateurmeister 1952 und Aufstieg in die 2. Oberliga Süd
- Finalist Deutsche Amateurmeisterschaft 1951
- Meister Bezirksklasse Nordbaden III 1950 und Aufstieg in die 1. Amateurliga Nordbaden

## Anmerkung / Einzelnachweise
1. ↑  Anmerkung: Es ist nicht bekannt, ob Herr Weber noch lebt oder inzwischen verstorben ist.
2. ↑  Finalpaarung auf transfermarkt.de

| Personendaten    | Personendaten                        |
| ---------------- | ------------------------------------ |
| NAME             | Weber, Simon                         |
| ALTERNATIVNAMEN  | Weber, Seppel (Kosename)             |
| KURZBESCHREIBUNG | deutscher Fußballspieler             |
| GEBURTSDATUM     | 19. Dezember 1919                    |
| STERBEDATUM      | 20. Jahrhundert oder 21. Jahrhundert |